# Sony Xperia SP
A Sony Xperia SP (C5303) egy középkategóriás androidos okostelefon, amelyet a Sony 2013 áprilisában dobott piacra.

## Hardver
A készülék fekete, fehér, és piros színekben készült. Kialakítása miatt akkumulátora beépített, azaz nem cserélhető. Műanyag háza egy belső alumínium keret köré van felépítve. Kijelzője 4.6 hüvelyk képátlójú TFT, mely HD-felbontású, emellett megkapta a képminőséget javító Mobile Bravia Engine 2-t is. Alul egy többféle színben világítani képes értesítő LED lett elrejtve, emellett rendelkezik még közelségmérővel, fényérzékelővel, és jobboldalt egy alumíniumból készült be/kikapcsoló gombbal. A telefon microSIM-kártyával működik. Processzora egy kétmagos Qualcomm MSM8960T 1,7 GHz-en. GPU-ja Adreno 320-as, 1 GB RAM-mal rendelkezik. Belső tárhelye 8 GB, ebből 5.8 GB használható, de memóriakártyával bármikor tovább bővíthető, 32 GB-ig. Kamerája 8 megapixeles autofókuszos, vakuval ellátva, mely akár Full HD videófelvételre is képes. A készülék támogatja az NFC-t is.

## Szoftver
A telefonon gyárilag az Android 4.1-es Jelly Bean-verziója található meg, de egészen a 4.4-es KitKat-re frissíthető a készülék. A Sony saját alkalmazásai mellett a Google előre feltelepítet alkalmazásai is megtalálhatóak. Sony Select néven saját áruház is található rajta, a Socialife pedig a közösségi oldalakról származó információkat gyűjti egy helyre. A telefon átkapcsolható energiatakarékos STAMINA-módba, illetve autós módba is, mely esetében a legfontosabb funkciók kinagyításra kerülnek.